# Zoológico de El Paso
El Zoológico de El Paso (en inglés: El Paso Zoo) es un parque zoológico ubicado en la ciudad de El Paso, en el estado de Texas, Estados Unidos. Sus instalaciones de 35 acres (14 ha) albergan animales que representan más de 220 especies, incluyendo especies en peligro tales como el leopardo de Amur y la serpiente de cascabel de Aruba. El zoológico es conocido por su exhibición de lobos marinos, donde se celebran algunos espectáculos.
El zoológico de El Paso recientemente se amplió en tamaño con la adición de la nueva exposición de África con leones, cebras y jirafas.